# Bullet (gruppo musicale svedese)
I Bullet sono un gruppo heavy metal svedese, formato a Växjö, Svezia, nel 2001.
Il tratto distintivo della band è il chiaro riferimento all'hard & heavy old school degli anni '80 nelle sonorità, nel look e nell'attitudine, con evidenti richiami a classici del genere come AC/DC, Accept, Judas Priest, Krokus, e Saxon.

## Biografia
Tutto ha avuto inizio nel 2001 a Växjö, nella contea di Kronoberg, in Svezia. Dag “Hell” Hofer (voce) e Hampus Klang (chitarra) decisero di fondare una nuova band sotto il nome Bullet. Il primo demo, un 7 pollici intitolato Heavy Metal Highway, arrivò l’anno successivo grazie all’etichetta Sword and Sorcery, che ne stampò solo 225 copie su cassetta. Conteneva tre brani: “Bang Your Head”, “Breaking Bones” e “Heavy Metal Highway”. Fin dal titolo, questo demo lasciava intendere chiaramente il sound della band: un hard & heavy vecchio stampo. L'anno successivo (2003), la band pubblicò l’EP “Speeding in the Night” con l’etichetta Agonia. Oltre ai brani del demo, includeva tre nuovi pezzi: “No Turning Back”, “Leather Love” e “The Rebels Return”. 
Dopo tre anni di lavoro, nel 2006, la band pubblicò il primo album, Heading for the Top, un titolo che già anticipava le loro ambizioni. Rilasciato sotto l’etichetta Black Lodge, il disco mostrava subito il loro carattere, ed ottenne una particolare visibilità anche grazie a una promozione speciale; quell'anno infatti Bruce Dickinson, celebre cantante degli Iron Maiden, trasmise il brano "Turn it Up Loud" nel suo programma radiofonico sulla BBC.
Questo primo album ebbe un discreto successo e aprì la strada al secondo lavoro, Bite The Bullet (2008), che risultò la reale consacrazione. L’album consolidò la loro reputazione grazie a un sound che richiamava AC/DC, Accept, Krokus e Saxon. Questo incremento di popolarità li porterà, nel 2009, a suonare da spalla agli AC/DC in Svezia, e come band di apertura prima della partita della NHL tra Detroit Red Wings e St. Louis, tenuta Ericsson Globe, di fronte a circa 15.000 persone.
Il viaggio era appena iniziato: nel 2011 la band tornò con Highway Pirates, confermando il loro ruolo di ribelli dell’heavy metal. Il crescente interesse del pubblico portò diverse etichette a contenderseli, e alla fine fu Nuclear Blast a spuntarla. Con un colosso discografico alle spalle, la strada per i Bullet diventava ancora più promettente. La band pubblicò due album destinati a diventare dei classici: Full Pull e Storm of Blades. Ormai il loro sound era perfettamente definito e, grazie a produzioni più curate, si guadagnarono un posto d’onore nell’universo hard & heavy.
Nel 2018 arrivò un nuovo cambiamento di etichetta, la tedesca Steamhammer/SPV, con cui pubblicarono Dust to Gold, dimostrando ancora una volta di saper forgiare un sound inconfondibile, capace di convincere anche i più scettici. Nel 2019 viene pubblicato quello che è attualmente l'ultimo album, un lavoro dal vivo intitolato Live. Nel 2024 il gruppo annuncia la pubblicazione del futuro album che vedrà la luce nel 2025.

## Formazione

### Formazione attuale
- Dag "Hell" Hofer - voce (2001-oggi)
- Hampus Klang - chitarra (2001-oggi)
- Freddie Johansson - chitarra (2023-oggi)
- Gustav Hector - basso (2017-oggi)
- Gustav Hjortsjö - batteria (2001-oggi)

### Ex componenti
- Lenny Blade - basso (2001-2006)
- Erik Almström - chitarra (2001-2012)
- Alexander Lyrbo - chitarra (2013-2023)
- Adam Hector - basso (2006-2016)

## Discografia

### Album in studio
- 2006 Heading for the Top
- 2008 Bite the Bullet
- 2011 Highway Pirates
- 2012 Full Pull
- 2014 Storm of Blades
- 2018 Dust to Gold

### EP
- 2003 Speeding in the Night

### Album dal vivo
- 2019 Live

### Singoli
- 2002 Heavy Metal Highway
- 2012 Full Pull
- 2014 Storm of Blades
- 2018 Fuel The Fire